# 天使のお仕事 (漫画)
『天使のお仕事』（てんしのおしごと）は、佐藤両々による日本の4コマ漫画作品。『まんがライフMOMO』（竹書房）連載。

## 概要
佐藤産婦人科医院にて起こる日常？を描くドタバタギャグ漫画。
2003年に『まんがくらぶオリジナル』の新人発掘企画「第4回わくわく新人4コマフェスティバル」で優勝となり、同誌に数度ゲスト掲載された後、同年の『まんがライフMOMO』創刊とともに連載となり、2010年2月号まで連載された。

## 主な登場人物

### 看護師・助産師
佐藤産婦人科医院には助産師を含む9人の看護師が勤務している設定であるが、作中に登場するのは以下の5人のみである。
中井(京橋) モモ（なかい(きょうばし) モモ）
本作の主人公。新米看護師であり、よくドジをしているため、同僚・医者・患者からもある意味恐れられている。特に注射や採血が苦手であり、毎回針を刺した患者に痛い思いをさせ、同僚からも下手と毎回言われている。
佐藤産婦人科医院に勤めることになったのは、妊婦を道で助けタクシーで送り届けた際、看護師募集という張り紙を見たため。
後に後輩の建部桜が就職してくるも、モモよりも腕が良かったため、若干凹んでいた。
本当は長髪にしたかったが、職業柄まとめたりしなければなら無い手間を考え、中途半端な長さに切ってしまった。
黒のフリルやレースが好きで、ゴスロリチックになりがちだが、別にこだわりは無いらしい。
左手の人差し指をアンプルで何度も切っており、治癒した皮膚が硬化している。
彼氏が欲しいと日生とぼやいては富士夫医師に弄られていたが、後に應二郎と付き合い始め、結婚。
産婦と一緒にいきむ癖があり、妊娠してからは妊婦の出産に立ち合わせてもらえなかった。
出産時にしっかりと握っていなかったとはいえ、應二郎の指の骨を砕いてしまった。
同作者の別の4コマ漫画である『こうかふこうか』の主人公、福沢幸花と同じ高校の先輩という設定があり、単行本2巻巻末に当時を描いた作品を収録。
和気 日生（わけ ひなせ）
モモの同僚であり先輩看護師。ドジをしているモモにツッコミと叱りを行うある意味保護者。モモの注射の練習相手になっており、毎回失敗されている。
看護師の腕としてはモモよりもあり、患者や医師達からは信頼されている。
若干辛口であり、休憩室で喫煙しているシーンがある。
弟の剣とは姉弟というより、完全に下僕か舎弟扱いし、事ある毎に、金を巻き上げている。
その為か、桜の弟に対しての行動や言動を聞く度にショックを受けていた。
アジアンテイストな服装や色彩を好み、私服もアジアンテイストな物が多く、織物・刺繍・染物に目がない。
仕事中は髪をひっつめているが、普段は髪を下ろしていることが多い。
後に動きやすさからスカートからパンツスーツに着替えるが、たまにスカートも穿いている。
彼氏が欲しいとモモとぼやいては富士夫医師に弄られていたが、モモが應二郎と付き合い始めたのをきっかけに、男を捕まえたらしい。
相手は不明だが、日生曰く「ナイス血管」らしい。
色々な資格を取る事が楽しくなったらしく、結婚後も子供は産まずに資格を取っているらしい。
同作者の別の4コマ漫画である『こうかふこうか』の登場人物、鶴見真白および『しょっぴんブギ』の登場人物、定本月詠と友人で元同級生という設定がある。
関 奈緒（せき なお）
モモの同僚であり先輩看護師。日生よりも更に先輩であり、登場時から既婚者。助産師資格を持つ。
看護師・助産師としての腕も良く、患者・医師共に一番信頼されている。
スタイルも良く、服もそのスタイルを強調する派手目の物を好んで着ているため、初めて通院した患者から見るとキャバ嬢に思われてしまう。
背中の中ほどまであるウェーブの掛かった長髪であったが、後にショートに切った。
旦那はスキンヘッドの筋骨隆々な体格であるが、郵便局員。
女児を無事出産後、佐藤産婦人科医院に復帰した。
実は元レディースのリーダーであり、奈緒の人脈を伝にその筋の患者・妊産婦がしばしば通院して来ており、妻の過去について夫が一切知らなかった場合も佐藤医院に来て大抵バレる。
建部(佐藤) 桜（たけべ(さとう) さくら）
モモ達の後輩看護師であり、しっかり者。
後輩でありながら、モモよりも腕はよく、患者・医師達からの信頼は厚い。
ゴスロリファッションを好み、モモと違ってこちらは本格的。
枝毛の無い長いストレートの長髪で、密かな自慢であり、どんなに帰宅が遅くなっても毎日のお手入れは欠かさない。
実は日生の弟の剣に片思いされていたが、本人は自覚が無く、逆に緋衣子が好きなのだと勘違いしていた。
年上好みで、後に鷹男と結婚し、男児を出産した。
ちなみに、桜の父親は鷹男の後輩であり、それ以降一度も鷹男と口をきいてくれなくなったらしい。
都窪 清音（つくぼ きよね）
佐藤産婦人科医院での最も長く勤めており、看護師長で既婚者。
医師・患者・看護師達からの人望も厚く、ミスしたモモ達に鉄拳制裁も辞さない。
普段は婦長室での事務作業をしているが、じつはその筋の方々の対応をしたため、気に入られたらしくよく通院してくる。
元々は髪を伸ばしていたが、ある日、家族に対してキレて家族の目の前で自らバッサリ切ってしまった。
それ以降、ずっとショートのままである。
実は6人出産し、その全て男であり、本人はもう1人くらい欲しいと思っていたが、旦那がネをあげたらしい。そのうちの1人が、同作者の別の4コマ漫画である『しょっぴんブギ』の登場人物、都窪悦二だという設定がある。
家族全員が男のため、たまにフリルが大量に付いた服等少女趣味溢れる服や小物を作ったりしている。

### 医師
佐藤 鷹男（さとう たかお）
佐藤産婦人科医院の副医院長であり、緋衣子の父親。
妊娠した等の緋衣子の冗談で気絶したり失神したりと、何かと忙しい医師。
妊婦を安心させたり、アドバイスをしたりすることが巧く、患者達も安心して通院してくる。
最終話にて建部桜と結婚している。
佐藤 富士夫（さとう ふじお）
佐藤産婦人科医院の医院長であり、緋衣子の祖父。
人柄も良く腕も良いのだが、寄る年波には勝てず、診察は息子の鷹男に任せて、たまに診察する程度にしている。
モモと日生をしばしば「彼氏ができない」等のセクハラ気味の言葉でからかっており、たまに緋衣子もからかっているがコミュニケーションの一環としてやっている節がある。
モモが應二郎と付き合ったため、二人して日生をからかっていたが、日生がそれを回避するために彼氏を作ったことにショックを受けた。
京橋 應二郎（きょうばし おうじろう）
新米内科医。人柄としては良いのだが、言動がメルヘンチックであり、そのため、看護師達からは「メルヘン王子」、もしくは「王子先生」と呼ばれている。
元々は研修医だったのだが、後に正式に内科医として勤めることとなる。
昔から緋衣子に猛烈アタックされ続けていたのだが、間違って「結婚してください」と口走ったことからモモのことが好きであったと発覚。
その後、水面下で色々と進めていたらしく、モモの両親には既に気に入られていた。
実は兄の挙式が流れてしまい、式場のキャンセルをするならばと、モモに挙式の提案をしたが、それを聞いた日生からは「黒い」と認識され、日生には「お前」呼ばわりされるようになってしまった。
出産時、しっかりとモモの手を握っていなかったため、右手指の骨を砕かれてしまった。
その後は、モモと子沢山な家庭を築いている。
同作者の描く『そこぬけRPG』という作品の主人公は「京橋久太郎（きゅうたろう）」という名前で、医学部を卒業しながらゲーム会社に就職した人物であり、挙式ができなくなった自分の代わりに婚約者のいる弟が結婚式を挙げた、というくだりが当該作品単行本最終巻の、物語終了後を描いた双六のマスに描かれている。

### その他
和気 剣（わけ つるぎ）
和気日生の歳の離れた弟。
日生からの扱いは酷く、そして、本人もこれが姉弟の関係なのだと誤認していた。
看護師に成り立ての日生に実験台にされていたらしく、（看護婦不信を通り越して）女性不信になりかけ、危うく男に走りそうになった過去がある。
建部桜に密かに好きだったのだが、モモと日生の会話により桜本人にバレてしまったうえ、初告白した際、「知らない人」と認識されていた。
その後、何度かチャレンジしようとしたが、結局その恋は実らず、何故か緋衣子と結婚している。
ちなみに、和気家の父親と鷹男も一度も口をきいていないらしい。
佐藤 緋衣子（さとう ひいこ）
佐藤鷹男の娘であり、應二郎第一の看護師の卵。
いわゆるギャルであり、校則が厳しい高校に行っている間は普通の格好をしているが、長期休暇になると髪を染めてギャル化する。
應二郎のことが好きで進路を看護師にしてしまったが、看護学校の厳しさにリタイヤしそうになるも、妊娠していた奈緒の激昂を受けて、看護師見習いとなる。
その後、應二郎がモモと結婚することになり、諦めた？のは良いのだが、何故か最終話にて剣と結婚している。
他の女性キャラ達と眼の描き方が違う。
カオルちゃん
研修用の1/1人形、パーツの交換で男女どちらにも出来る。
佐藤産婦人科医院ではカオルちゃんの愛称で親しまれており、いつまでも注射が上手くならないモモの為に倉庫から出された。
その後、應二郎が研修先の古い一体を貰ってきて、モモが家用にと1体持ち帰ることになった。
単行本の裏表紙には全て表表紙のモモと同じポーズのカオルちゃんが描かれている。

## 単行本
- 佐藤両々『天使のお仕事』 竹書房〈バンブーコミックスMOMOセレクション〉、全4巻
  1. 2005年5月27日初版初刷発行（2005年4月27日発売、ISBN 978-4-8124-6163-1
  2. 2007年8月10日初版初刷発行（2007年7月27日発売、ISBN 978-4-8124-6718-3
  3. 2009年7月11初刷日発行（2009年6月27日発売、ISBN 978-4-8124-7112-8
  4. 2010年2月10初版初刷日発行（2010年1月27日発売、ISBN 978-4-8124-7224-8
巻末に本作の前身にあたる短編『白衣の天使…？』（ぶんか社『みこすり半劇場増刊 巨乳ちゃん』初出）を収録。